# الشركة الليبية القابضة للكهرباء
الشركة الليبية للكهرباء القابضة هي شركة مساهمة عامة مملوكة بكامل للدولة الليبية تأسست طبقاً لأحكام القانون رقم (23) لسنة 2010 ميلادي, بشأن النشاط التجاري واللوائح التنفيذية له، والتشريعات ذات العلاقة وقرار مجلس الوزراء رقم (342) لسنة 2014 ميلادي بتأسيس شركة مساهمة عامة تهدف الشركة بنفسها أو من خلال الشركات المملوكة والتابعة لها جزئيا أو كلياً إلى دعم الاقتصاد الوطني من خلال الاستثمار في تنمية أنشطة قطاع الكهرباء وفقاً للسياسات العامة للدولة من أجل تقديم أفضل الخدمات في قطاع الكهرباء طبقاً لأفضل وأنجح المعايير.